# Football Club Crotone 2022-2023
Questa voce raccoglie le informazioni riguardanti il Football Club Crotone nelle competizioni ufficiali della stagione 2022-2023.

## Stagione
La stagione 2022-2023 è per il Crotone la 31ª partecipazione nella terza serie del Campionato italiano di calcio nel girone C. Il 30 maggio 2022 la società annuncia, che per la stagione 2022-2023, il tecnico degli squali sarà Franco Lerda. I rossoblù hanno sostenuto il ritiro precampionato a Trepidò, frazione del comune di Cotronei, dal 18 al 31 luglio 2022.
In campionato il Crotone raccoglie 80 punti con il secondo posto alle spalle dell'imprendibile Catanzaro. Come detto inizia la stagione con il tecnico Franco Lerda che resta però in sella fino a febbraio, infatti dopo la sconfitta (3-1) di Avellino, viene sostituito da Lamberto Zauli. Grazie all'ottimo piazzamento ottenuto in campionato salta i primi tre turni dei Play-off, entrando in scena nei quarti, resta di fatto un mese senza giocare una gara ufficiale, dove incrocia il Foggia, i satanelli allo Zaccheria vincono (1-0), nel ritorno allo Scida finisce (2-2) e si chiude così la stagione dei calabresi. Nella Coppa Italia di Serie C gli squali nel primo turno pareggiano (2-2) con il Messina, poi superano il turno vincendo (3-1) ai calci di rigore, nel secondo turno superano il Monopoli (3-2) dopo i tempi supplementari, mentre negli ottavi di finale vengono eliminati (2-0) dal Foggia.

## Divise e sponsor
Lo sponsor tecnico per la stagione 2022-2023 è Zeus Sport, mentre gli sponsor ufficiali sono San Vincenzo Salumi (main sponsor), Envì Group (co-sponsor) e Vumbaca Ford (back sponsor).
| Casa | Trasferta | Terza divisa |

## Organigramma societario
Organigramma tratto dal sito ufficiale della società.
Area direttiva
- Presidente: Gianni Vrenna
- Direttore generale: Raffaele Vrenna jr.
- Consiglieri: Antonio Vrenna, Raffaele Marino

Area sanitaria
- Responsabile: Massimo Iera
- Medici sociali: Massimo Bisceglia, Loris Broccolo, Francesco Zaccaria
- Massaggiatori: Armando Cistaro, Matteo Errico, Riccardo Pupo
- Nutrizionista: Sabrina Raffaele
- Recupero infortunati: Elmiro Trombino

Area organizzativa
- Segretario generale: Emanuele Roberto
- Team manager: Gianluca Macrì

Area comunicazione e marketing
- Responsabile: Rocco Meo
- Responsabile ufficio stampa: Luciano Ierardi
- Ufficio stampa: Idemedia
- Responsabile marketing: Luigi Pignolo
- Responsabile creativo: Giuseppe Sansalone

Area tecnica
- Direttore sportivo: Giuseppe di Bari[6]
- Allenatore: vacante
- Allenatore in seconda: Massimiliano Nardecchia
- Collaboratore tecnico: Mattia Lerda
- Preparatore atletico: Matteo Basile, Roberto De Luce
- Preparatore dei portieri: Antonio Carafa

## Rosa
Tratto dal sito ufficiale.
| N. |                    | Ruolo | Calciatore                  |
| -- | ------------------ | ----- | --------------------------- |
| 1  | Italia (bandiera)  | P     | Andrea Dini                 |
| 2  | Francia (bandiera) | D     | Maxime Giron                |
| 3  | Italia (bandiera)  | D     | Giuseppe Cuomo              |
| 5  | Serbia (bandiera)  | D     | Vladimir Golemić (capitano) |
| 6  | Italia (bandiera)  | D     | Davide Bove                 |
| 7  | Italia (bandiera)  | C     | Pasquale Giannotti          |
| 7  | Italia (bandiera)  | A     | Eugenio D'Ursi              |
| 8  | Italia (bandiera)  | C     | Thomas Schirò               |
| 9  | Italia (bandiera)  | A     | Guido Gómez                 |
| 10 | Italia (bandiera)  | C     | Jacopo Petriccione          |
| 11 | Italia (bandiera)  | A     | Gabriele Bernardotto        |
| 11 | Italia (bandiera)  | A     | Iacopo Cernigoi             |
| 12 | Italia (bandiera)  | P     | Francesco Gattuso           |
| 13 | Italia (bandiera)  | C     | Mattia Vitale               |
| 14 | Romania (bandiera) | D     | Vasile Mogoș                |
| 15 | Italia (bandiera)  | D     | Federico Papini             |

| N. |                         | Ruolo | Calciatore          |
| -- | ----------------------- | ----- | ------------------- |
| 18 | Francia (bandiera)      | D     | Guillaume Gigliotti |
| 19 | Italia (bandiera)       | C     | Alessio Tribuzzi    |
| 20 | Cile (bandiera)         | C     | Luis Rojas          |
| 21 | Italia (bandiera)       | C     | Marco Carraro       |
| 22 | Italia (bandiera)       | P     | Paolo Branduani     |
| 23 | Italia (bandiera)       | D     | Carlo Crialese      |
| 24 | Sierra Leone (bandiera) | A     | Augustus Kargbo     |
| 26 | Italia (bandiera)       | D     | Luca Calapai        |
| 27 | Italia (bandiera)       | D     | Andrea D'Errico     |
| 32 | Italia (bandiera)       | A     | Cosimo Chiricò      |
| 36 | Italia (bandiera)       | D     | Riccardo Spaltro    |
| 37 | Italia (bandiera)       | A     | Giuseppe Panico     |
| 48 | Ucraina (bandiera)      | D     | Sergio Yakubiv      |
| 77 | Italia (bandiera)       | A     | Orazio Pannitteri   |
| 86 | Nigeria (bandiera)      | C     | Theophilus Awua     |
| 93 | Italia (bandiera)       | A     | Marco Tumminello    |

## Calciomercato

### Sessione estiva(dal 1/7 al 1/9)
| Acquisti | Acquisti            | Acquisti     | Acquisti                         |
| R.       | Nome                | da           | Modalità                         |
| -------- | ------------------- | ------------ | -------------------------------- |
| P        | Paolo Branduani     | Crotone      | definitivo                       |
| P        | Andrea Dini         | Juve Stabia  | definitivo                       |
| D        | Sergio Yakubiv      | Fiuggi       | fine prestito                    |
| D        | Davide Bove         | Avellino     | definitivo                       |
| D        | Giovanni D'Aprile   | Torino       | fine prestito                    |
| D        | Maxime Giron        | Palermo      | definitivo                       |
| C        | Jacopo Petriccione  | Pordenone    | fine prestito                    |
| C        | Giovanni Bruzzaniti | Pro Vercelli | fine prestito                    |
| C        | Ahmad Benali        | Pisa         | fine prestito                    |
| C        | Theophilus Awua     | Pro Vercelli | prestito con obbligo di riscatto |
| C        | Mattia Vitale       | Pro Vercelli | definitivo                       |
| C        | Alessio Tribuzzi    | Frosinone    | definitivo                       |
| A        | Giuseppe Panico     | Pro Vercelli | definitivo                       |
| A        | Cosimo Chiricò      | Padova       | definitivo                       |
| A        | Guido Gómez         | Triestina    | definitivo                       |
| A        | Orazio Pannitteri   | Fermana      | definitivo                       |

| Cessioni         | Cessioni            | Cessioni         | Cessioni                            |
| R.               | Nome                | a                | Modalità                            |
| ---------------- | ------------------- | ---------------- | ----------------------------------- |
| P                | Marco Festa         | Pordenone        | definitivo                          |
| P                | Gianluca Saro       | Cremonese        | definitivo                          |
| D                | Ionuț Nedelcearu    | Palermo          | definitivo                          |
| D                | Paolo Tornaghi      |                  | svincolato                          |
| D                | Laurens Serpe       | Genoa            | fine prestito                       |
| D                | David Schnegg       | Venezia          | fine prestito                       |
| D                | Simone Canestrelli  | Empoli           | fine prestito                       |
| D                | Marco Sala          | Sassuolo         | fine prestito                       |
| D                | Cosimo Spezzano     | Ravenna          | prestito                            |
| D                | Davide Mondonico    | Ancona           | prestito                            |
| C                | Miloš Vulić         | Perugia          | definitivo                          |
| C                | Nahuel Estévez      | Parma            | definitivo                          |
| C                | Ben Lhassine Kone   | Torino           | fine prestito                       |
| A                | Manuel Marras       | Bari             | fine prestito                       |
| A                | Bobby Adekanye      | Lazio            | fine prestito                       |
| A                | Mirko Marić         | Monza            | fine prestito                       |
| A                | Samuele Mulattieri  | Inter            | fine prestito                       |
| A                | Nicola Nanni        | Olbia            | definitivo                          |
| A                | Giuseppe Borello    |                  | svincolato                          |
| A                | Gianmarco Cangiano  | Bologna          | fine prestito                       |
| A                | Emre Güral          |                  | svincolato                          |
| Altre operazioni |                     |                  |                                     |
| R.               | Nome                | a                | Modalità                            |
| P                | Nikita Contini      | Napoli           | fine prestito                       |
| P                | Gian Marco Crespi   | AZ Picerno       | prestito                            |
| P                | Francesco D’Alterio | Sangiuliano City | prestito                            |
| C                | Junior Messias      | Milan            | riscatto cartellino (4,5 Milioni €) |
| A                | Marco Spina         | Gubbio           | prestito                            |

### Sessione invernale(dal 1/1 al 31/1)
| Acquisti | Acquisti            | Acquisti    | Acquisti      |
| R.       | Nome                | da          | Modalità      |
| -------- | ------------------- | ----------- | ------------- |
| P        | Gian Marco Crespi   | AZ Picerno  | fine prestito |
| D        | Guillaume Gigliotti | Bari        | definitivo    |
| D        | Andrea D'Errico     | Bari        | prestito      |
| A        | Iacopo Cernigoi     | Feralpisalò | definitivo    |
| A        | Eugenio D'Ursi      | Napoli      | definitivo    |

| Cessioni | Cessioni             | Cessioni           | Cessioni   |
| R.       | Nome                 | a                  | Modalità   |
| -------- | -------------------- | ------------------ | ---------- |
| P        | Gian Marco Crespi    | Juventus Next Gen  | prestito   |
| D        | Sergio Yakubiv       | Virtus Francavilla | definitivo |
| C        | Pasquale Giannotti   | Monopoli           | prestito   |
| C        | Luis Rojas           | Pro Vercelli       | prestito   |
| C        | Thomas Schirò        | Turris             | prestito   |
| A        | Gabriele Bernardotto | Carrarese          | prestito   |
| A        | Giuseppe Panico      | Lucchese           | prestito   |
| A        | Marco Tumminello     | Gelbison           | prestito   |

## Risultati

### Serie C - girone C

#### Girone di andata
| Arbitro: | Pascarella (Nocera Inferiore) |

|                          |           |                                                       |
| R. Marino 32’ Konate 64’ | Marcatori | 34’ (rig.) Chiricò 45+4’ Kargbo 47’ Tribuzzi 51’ Awua |

| Arbitro: | Caldera (Como) |

|                  |           |  |
| Golemić 17’, 37’ | Marcatori |  |

| Arbitro: | Carrione (Castellammare di Stabia) |

|  |           |             |
|  | Marcatori | 65’ Chiricò |

| Arbitro: | Pirrotta (Barcellona Pozzo di Gotto) |

|             |           |  |
| Chiricò 41’ | Marcatori |  |

| Arbitro: | Fiero (Pistoia) |

|              |           |              |
| Emmausso 89’ | Marcatori | 30’ G. Gómez |

| Arbitro: | Galipò (Firenze) |

|              |           |  |
| G. Gómez 72’ | Marcatori |  |

| Arbitro: | Giordano (Novara) |

|                             |           |  |
| Chiricò 30’ Petriccione 84’ | Marcatori |  |

| Arbitro: | Di Graci (Como) |

|            |           |  |
| Vuthaj 51’ | Marcatori |  |

| Arbitro: | Angelucci (Foligno) |

|                             |           |  |
| Cuomo 74’ G. Gómez 79’, 86’ | Marcatori |  |

| Arbitro: | Giaccaglia (Jesi) |

|                  |           |                                                  |
| Maniero 13’, 72’ | Marcatori | 30’ Kargbo 32’ G. Gómez 51’ Tribuzzi 80’ Chiricò |

| Arbitro: | Bonacina (Bergamo) |

|                     |           |  |
| G. Gómez 37’ (rig.) | Marcatori |  |

| Arbitro: | Monaldi (Macerata) |

|                            |           |  |
| Iemmello 45’ A. Curcio 68’ | Marcatori |  |

| Arbitro: | Delrio (Reggio Emilia) |

|                                    |           |             |
| Pannitteri 58’ G. Gómez 74’ (rig.) | Marcatori | 13’ Bolsius |

| Arbitro: | Emmanuele (Pisa) |

|             |           |                                |
| Marotta 35’ | Marcatori | 6’ Pannitteri 46’, 88’ Chiricò |

| Arbitro: | Pascarella (Nocera Inferiore) |

|           |           |  |
| Mogoș 79’ | Marcatori |  |

| Arbitro: | Nicolini (Brescia) |

|                             |           |                       |
| Antonini 5’ Tommasini 45+3’ | Marcatori | 22’ Chiricò 54’ Mogoș |

| Arbitro: | Saia (Palermo) |

|  |           |          |
|  | Marcatori | 72’ Awua |

| Arbitro: | Caldera (Como) |

|             |           |             |
| Chiricò 72’ | Marcatori | 52’ Fornito |

| Arbitro: | Panettella (Gallarate) |

|                             |           |                               |
| Rondinella 6’ Salvemini 48’ | Marcatori | 17’ (rig.), 61’, 66’ G. Gómez |

#### Girone di ritorno
| Arbitro: | Ubaldi (Roma) |

|                 |           |  |
| Petriccione 62’ | Marcatori |  |

| Arbitro: | Carrione (Castellammare di Stabia) |

|                    |           |                        |
| Starita 80’ (rig.) | Marcatori | 46’ Vitale 52’ Chiricò |

| Arbitro: | Tremolada (Monza) |

|            |           |  |
| Vitale 82’ | Marcatori |  |

| Arbitro: | Maggio (Lodi) |

|                  |           |             |
| Costantino 90+2’ | Marcatori | 42’ Chiricò |

| Crotone 29 gennaio 2023, ore 14:30 CET 24ª giornata | Crotone            | 0 – 0 referto | Potenza | Stadio Ezio Scida (4 140 spett.)\| Arbitro: \| Scatena (Avezzano) \| |
| Arbitro:                                            | Scatena (Avezzano) |               |         |                                                                      |

| Arbitro: | Bonacina (Bergamo) |

|              |           |                          |
| Pandolfi 49’ | Marcatori | 11’ Chiricò 78’ Cernigoi |

| Arbitro: | Centi (Terni) |

|                                      |           |                     |
| Mazzocco 17’ D'Angelo 31’ Trotta 71’ | Marcatori | 74’ (rig.) G. Gómez |

| Arbitro: | Galipò (Firenze) |

|                      |           |              |
| Garattoni 88’ (aut.) | Marcatori | 54’ Frigerio |

| Arbitro: | Saia (Palermo) |

|           |           |                             |
| Cisco 66’ | Marcatori | 59’ D'Ursi 71’ (rig.) Gómez |

| Crotone 25 febbraio 2023, ore 17:30 CET 29ª giornata | Crotone              | 0 – 0 referto | Turris | Stadio Ezio Scida (4 227 spett.)\| Arbitro: \| Costanza (Agrigento) \| |
| Arbitro:                                             | Costanza (Agrigento) |               |        |                                                                        |

| Arbitro: | Di Marco (Ciampino) |

|                   |           |              |
| Santarcangelo 58’ | Marcatori | 67’ D'Errico |

| Arbitro: | Giordano (Novara) |

|           |           |           |
| Mogoș 55’ | Marcatori | 73’ Verna |

| Andria 16 marzo 2023, ore 14:30 CET 32ª giornata | Fidelis Andria              | 0 – 0 referto | Crotone | Stadio degli Ulivi (1 923 spett.)\| Arbitro: \| Bordin (Bassano del Grappa) \| |
| Arbitro:                                         | Bordin (Bassano del Grappa) |               |         |                                                                                |

| Arbitro: | Grasso (Ariano Irpino) |

|                                        |           |                                  |
| Tribuzzi 63’ G. Gómez 77’ D'Errico 84’ | Marcatori | 18’ Semenzato 47’ (rig.) Barillà |

| Arbitro: | Gemelli (Messina) |

|                                 |           |                        |
| Riccardi 64’ Golemić 71’ (aut.) | Marcatori | 51’ Vitale 67’ Carraro |

| Arbitro: | Pezzopane (L'Aquila) |

|             |           |  |
| Crialese 5’ | Marcatori |  |

| Arbitro: | Mastrodomenico (Matera) |

|  |           |               |
|  | Marcatori | 82’ D'Ausilio |

| Arbitro: | Maggio (Lodi) |

|  |           |                        |
|  | Marcatori | 16’ Kargbo 32’ Chiricò |

| Arbitro: | Gianquinto (Parma) |

|                                      |           |              |
| D'Errico 3’ Cernigoi 27’ Chiricò 58’ | Marcatori | 56’ N. Rizzo |

### Play-off

#### Fase Nazionale
| Arbitro: | Perri (Roma) |

|             |           |  |
| Peralta 65’ | Marcatori |  |

| Arbitro: | Di Marco (Ciampino) |

|                              |           |                          |
| Cernigoi 31’ Gigliotti 45+1’ | Marcatori | 51’ Frigerio 85’ Beretta |

### Coppa Italia Serie C

#### Turni eliminatori
| Arbitro: | Luongo (Napoli) |

|                           |                      |                               |
| Rojas 54’ Pannitteri 70’  | Marcatori            | 29’ Berto 77’ Konate          |
| G. Gómez Giron Pannitteri | Tiri di rigore 3 – 1 | I. Baldé Fazzi Fiorani Fofana |

| Arbitro: | Centi (Terni) |

|                                               |           |                       |
| Radicchio 9’ (aut.) Panico 34’ Cantisani 109’ | Marcatori | 40’ Fella 64’ Starita |

#### Fase finale
| Arbitro: | Grasso (Ariano Irpino) |

|                              |           |  |
| Schenetti 24’ Peschetola 90’ | Marcatori |  |

## Statistiche

### Statistiche di squadra
| Competizione         | Punti | In casa | In casa | In casa | In casa | In casa | In casa | In trasferta | In trasferta | In trasferta | In trasferta | In trasferta | In trasferta | Totale | Totale | Totale | Totale | Totale | Totale | DR  |
| Competizione         | Punti | G       | V       | N       | P       | Gf      | Gs      | G            | V            | N            | P            | Gf           | Gs           | G      | V      | N      | P      | Gf     | Gs     | DR  |
| -------------------- | ----- | ------- | ------- | ------- | ------- | ------- | ------- | ------------ | ------------ | ------------ | ------------ | ------------ | ------------ | ------ | ------ | ------ | ------ | ------ | ------ | --- |
| Serie C              | 80    | 19      | 13      | 5       | 1       | 25      | 8       | 19           | 10           | 6            | 3            | 32           | 23           | 38     | 23     | 11     | 4      | 57     | 31     | +26 |
| Play-off             | -     | 1       | 0       | 1       | 0       | 2       | 2       | 1            | 0            | 0            | 1            | 0            | 1            | 2      | 0      | 1      | 1      | 2      | 3      | -1  |
| Coppa Italia Serie C | -     | 2       | 1       | 1       | 0       | 5       | 4       | 1            | 0            | 0            | 1            | 0            | 2            | 3      | 1      | 1      | 1      | 5      | 6      | -1  |
| Totale               | 80    | 21      | 14      | 6       | 1       | 30      | 12      | 20           | 10           | 6            | 4            | 32           | 25           | 41     | 24     | 12     | 5      | 62     | 37     | +25 |

### Andamento in campionato
| Giornata  | 1 | 2 | 3 | 4 | 5 | 6 | 7 | 8 | 9 | 10 | 11 | 12 | 13 | 14 | 15 | 16 | 17 | 18 | 19 | 20 | 21 | 22 | 23 | 24 | 25 | 26 | 27 | 28 | 29 | 30 | 31 | 32 | 33 | 34 | 35 | 36 | 37 | 38 |
| --------- | - | - | - | - | - | - | - | - | - | -- | -- | -- | -- | -- | -- | -- | -- | -- | -- | -- | -- | -- | -- | -- | -- | -- | -- | -- | -- | -- | -- | -- | -- | -- | -- | -- | -- | -- |
| Luogo     | T | C | T | C | T | C | C | T | C | T  | C  | T  | C  | T  | C  | T  | T  | C  | T  | C  | T  | C  | T  | C  | T  | T  | C  | T  | C  | T  | C  | T  | C  | T  | C  | C  | T  | C  |
| Risultato | V | V | V | V | N | V | V | P | V | V  | V  | P  | V  | V  | V  | N  | V  | N  | V  | V  | V  | V  | N  | N  | V  | P  | N  | V  | N  | N  | N  | N  | V  | N  | V  | P  | V  | V  |
| Posizione | 1 | 1 | 1 | 1 | 1 | 1 | 1 | 3 | 2 | 2  | 2  | 3  | 3  | 3  | 2  | 2  | 2  | 2  | 2  | 2  | 2  | 2  | 2  | 2  | 2  | 2  | 2  | 2  | 2  | 2  | 2  | 2  | 2  | 2  | 2  | 2  | 2  | 2  |

Legenda:

Luogo: C = Casa; T = Trasferta. Risultato: V = Vittoria; N = Pareggio; P = Sconfitta.

### Statistiche dei giocatori
In grassetto i calciatori ceduti a stagione in corso.
| Giocatore      | Serie C  | Serie C | Serie C     | Serie C    | Coppa Italia Serie C | Coppa Italia Serie C | Coppa Italia Serie C | Coppa Italia Serie C | Totale   | Totale | Totale      | Totale     |
| Giocatore      | Presenze | Reti    | Ammonizioni | Espulsioni | Presenze             | Reti                 | Ammonizioni          | Espulsioni           | Presenze | Reti   | Ammonizioni | Espulsioni |
| -------------- | -------- | ------- | ----------- | ---------- | -------------------- | -------------------- | -------------------- | -------------------- | -------- | ------ | ----------- | ---------- |
| T. Awua        | 0        | 0       | 0           | 0          | 0                    | 0                    | 0                    | 0                    | 0        | 0      | 0           | 0          |
| A. Benali      | 0        | 0       | 0           | 0          | 0                    | 0                    | 0                    | 0                    | 0        | 0      | 0           | 0          |
| P. Branduani   | 0        | 0       | 0           | 0          | 0                    | 0                    | 0                    | 0                    | 0        | 0      | 0           | 0          |
| G. Bruzzaniti  | 0        | 0       | 0           | 0          | 0                    | 0                    | 0                    | 0                    | 0        | 0      | 0           | 0          |
| L. Calapai     | 0        | 0       | 0           | 0          | 0                    | 0                    | 0                    | 0                    | 0        | 0      | 0           | 0          |
| C. Chiricò     | 0        | 0       | 0           | 0          | 0                    | 0                    | 0                    | 0                    | 0        | 0      | 0           | 0          |
| G. Cuomo       | 0        | 0       | 0           | 0          | 0                    | 0                    | 0                    | 0                    | 0        | 0      | 0           | 0          |
| G. D'Aprile    | 0        | 0       | 0           | 0          | 0                    | 0                    | 0                    | 0                    | 0        | 0      | 0           | 0          |
| A. Dini        | 0        | 0       | 0           | 0          | 0                    | 0                    | 0                    | 0                    | 0        | 0      | 0           | 0          |
| P. Giannotti   | 0        | 0       | 0           | 0          | 0                    | 0                    | 0                    | 0                    | 0        | 0      | 0           | 0          |
| M. Giron       | 0        | 0       | 0           | 0          | 0                    | 0                    | 0                    | 0                    | 0        | 0      | 0           | 0          |
| V. Golemić     | 0        | 0       | 0           | 0          | 0                    | 0                    | 0                    | 0                    | 0        | 0      | 0           | 0          |
| G. Gómez       | 0        | 0       | 0           | 0          | 0                    | 0                    | 0                    | 0                    | 0        | 0      | 0           | 0          |
| A. Kargbo      | 0        | 0       | 0           | 0          | 0                    | 0                    | 0                    | 0                    | 0        | 0      | 0           | 0          |
| V. Mogoș       | 0        | 0       | 0           | 0          | 0                    | 0                    | 0                    | 0                    | 0        | 0      | 0           | 0          |
| I. Nedelcearu  | 0        | 0       | 0           | 0          | 0                    | 0                    | 0                    | 0                    | 0        | 0      | 0           | 0          |
| M. Nicoletti   | 0        | 0       | 0           | 0          | 0                    | 0                    | 0                    | 0                    | 0        | 0      | 0           | 0          |
| G. Panico      | 0        | 0       | 0           | 0          | 0                    | 0                    | 0                    | 0                    | 0        | 0      | 0           | 0          |
| O. Pannitteri  | 0        | 0       | 0           | 0          | 0                    | 0                    | 0                    | 0                    | 0        | 0      | 0           | 0          |
| J. Petriccione | 0        | 0       | 0           | 0          | 0                    | 0                    | 0                    | 0                    | 0        | 0      | 0           | 0          |
| L. Rojas       | 0        | 0       | 0           | 0          | 0                    | 0                    | 0                    | 0                    | 0        | 0      | 0           | 0          |
| T. Schirò      | 0        | 0       | 0           | 0          | 0                    | 0                    | 0                    | 0                    | 0        | 0      | 0           | 0          |
| A. Tribuzzi    | 0        | 0       | 0           | 0          | 0                    | 0                    | 0                    | 0                    | 0        | 0      | 0           | 0          |
| A. Tutyškinas  | 0        | 0       | 0           | 0          | 0                    | 0                    | 0                    | 0                    | 0        | 0      | 0           | 0          |
| S. Yakubiv     | 0        | 0       | 0           | 0          | 0                    | 0                    | 0                    | 0                    | 0        | 0      | 0           | 0          |
| M. Vitale      | 0        | 0       | 0           | 0          | 0                    | 0                    | 0                    | 0                    | 0        | 0      | 0           | 0          |

## Giovanili
Area direttiva
- Responsabile settore giovanile: Andrea Carrozza[70]
- Segretario sportivo: Carlo Taschetti
- Coordinatrice settore Women: Domenica De Miglio

Primavera
- Allenatore: Francesco Lomonaco